# Grajaú (Maranhão)
Pour les articles homonymes, voir Grajaú.
Grajau est une ville brésilienne du centre de l'État du Maranhão. Elle se situe par une latitude de 05° 49' 08" sud et par une longitude de 46° 08' 20" ouest, à une altitude de 172 m. Sa population était estimée à 54 392 habitants en 2006. La municipalité s'étend sur 7 408 km².

## Histoire
Grajaú, située dans le centre-sud du Maranhão, fut fondée le 11 mars 1811 par le navigateur Antônio Francisco dos Reis sur les rives du Rio Grajaú. Dès ses débuts, la colonie fut marquée par un massacre en 1814, puis relancée en 1816 sous le nom de São Paulo do Norte. En 1835, elle devint Vila da Chapada et, en 1881, fut élevée au rang de ville sous le nom de Grajaú. Cette évolution reflète les débuts modestes de la ville, son développement grâce à la navigation sur le fleuve et l’installation de structures administratives et culturelles.

## Géographie, Population et Climat
Située dans la région centre du Maranhão, Grajaú fait partie de la microrégion de l'Alto Mearim et Grajaú, aux côtés des municipalités d'Arame, Barra do Corda, Joselândia, Sítio Novo et Tuntum. Avec une superficie de 8 863 km², c'est la troisième plus grande municipalité de l'État. Elle se trouve à 418 km de São Luís, la capitale, accessible via les routes BR-226 et MA-006. Grajaú est également l'une des vingt municipalités les plus peuplées du Maranhão.
La ville est située à 130 mètres d'altitude et partage ses frontières avec plusieurs municipalités voisines, dont Arame, Itaipava do Grajaú et Barra do Corda.
En 2016, selon l'Institut brésilien de géographie et de statistique (IBGE), Grajaú comptait 68 458 habitants, dont près de la moitié vivait en zone rurale, travaillant principalement dans l'agriculture, notamment la culture du riz. La région possède également des ressources minières comme le sable, le granit et la pierre blanche.
Côté climat, les températures enregistrées varient entre un minimum de 10 °C (observé en 1978) et un maximum de 39,3 °C (atteint en décembre 2015). Les précipitations peuvent être intenses, avec un record de 204,2 mm tombés en une journée en novembre 1974.

## Maires

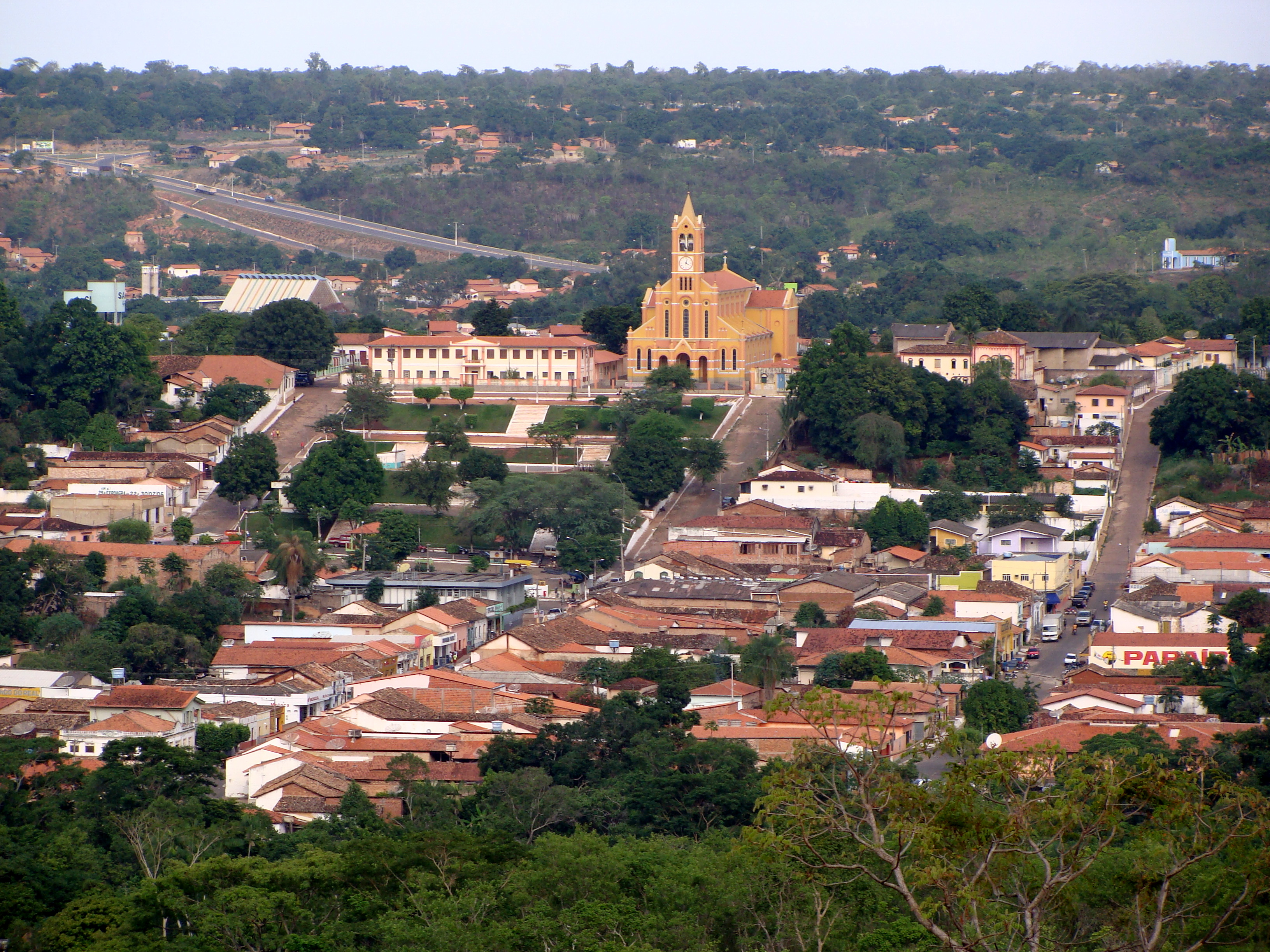
Vue de Grajau, Maranhão

| Période | Période | Identité               | Étiquette | Qualité |
| ------- | ------- | ---------------------- | --------- | ------- |
| 2009    | 2012    | Mercial Lima de Arruda | DEM       |         |